# 敬順王
敬順王（？—978年），姓金名傅，是新罗国君主，伊飡金孝宗之子，文聖王的裔孫，母桂娥太后金氏是憲康王之女。

## 生平
927年甄萱攻陷新罗金城，景哀王被捉后自尽，甄萱扶持金氏王族后裔的金傅为新罗国王。
金傅在位八年，935年讓國于高麗，新罗國被廢爲慶州。高麗太祖王建将长女乐浪公主许给金傅为妻，封爲觀光順化衛國功臣上柱國樂浪王政丞，食邑八千戶，位在太子之上，居于神鸞宮，仍以新罗旧都庆州交其治理。
高丽景宗三年四月四日（978年5月18日）薨，諡为敬順，葬于長湍府南八里聖居山癸坐丁向原。

## 家庭
- 祖先
  - 文圣王金慶膺-金安-金敏恭-（追封懿兴王）金實虹-（追封神兴王）金孝宗-敬顺王
- 妻子
  - 竹房王后
  - 樂浪公主
  - 王氏，樂浪公主的異母妹
- 兒子
  - 長子：麻衣太子：通說本名為金鎰[1]
  - 次子：金锽（金德摯）：鹤城府院君
  - 三子：金鸣钟：永棼公
  - 四子：金殷锐：大安君
    - 孙：金泰华：江陵君[2]

  - 五子：金锡：义城君
  - 六子：金键：江陵君
  - 七子：金鐥：彦阳君
  - 八子：金锤：三陟君
    - 廢長孫：金致陽
- 女兒
  - 獻肅王后金氏（高麗景宗之元配）
  - 女：适李金书